# Musique mapuche

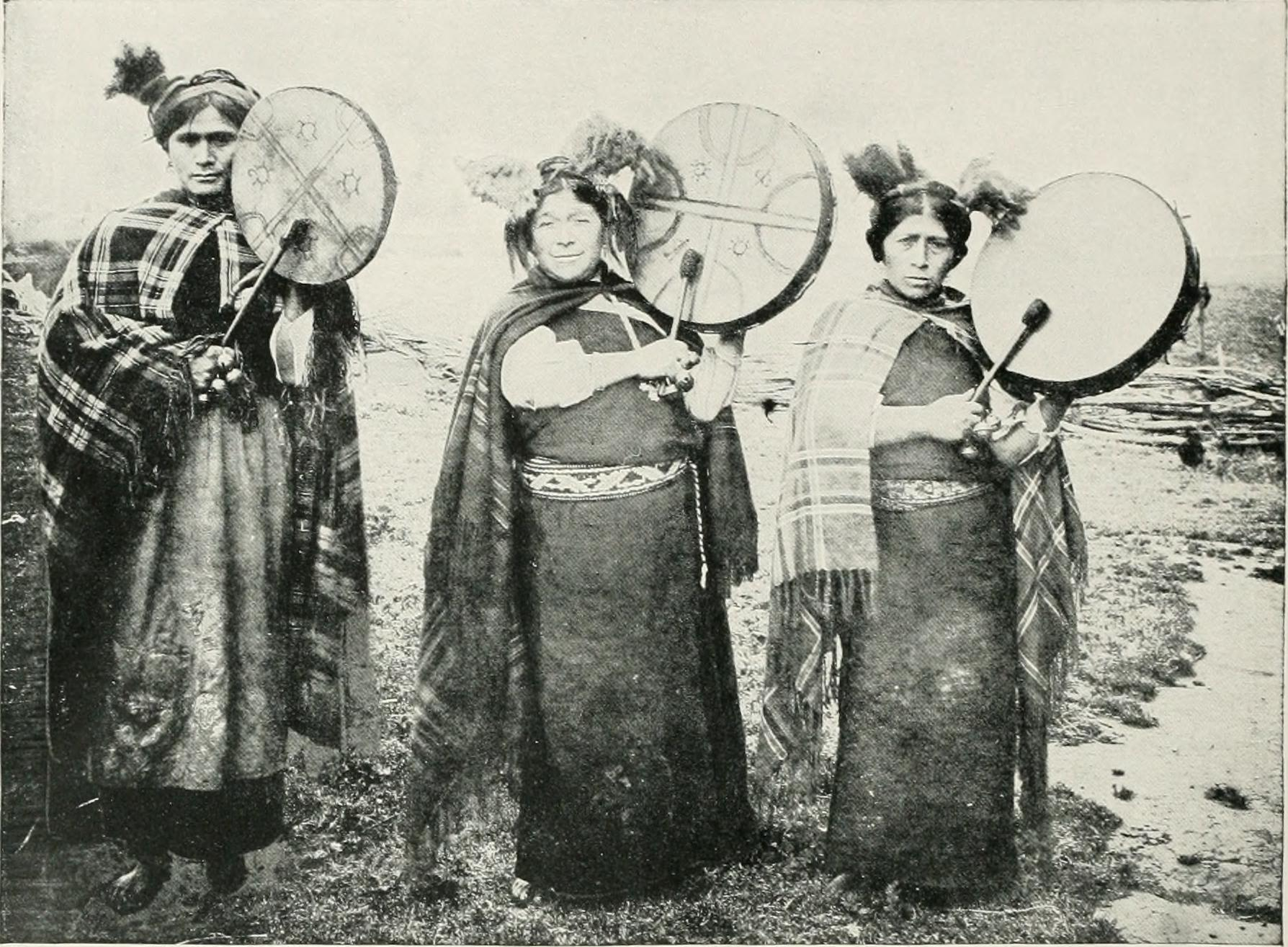
Machis jouant du kultrún.

La musique mapuche est la musique du peuple mapuche, principalement présent au Chili  (Ngulumapu ou "terre de l'ouest") et en Argentine (Puelmapu ou "terre de l'est"). Elle est utilisée durant différentes situations de la vie quotidienne mais principalement lors de rituels. Les chants mapuche sont généralement improvisés et peuvent être a cappella ou accompagnés d'instruments comme le kultrún, la pifilka, la trutruka (es) ou la kaskawilla (es).

## Histoire

### Période archaïque
Les preuves archéologiques les plus anciennes de colonies humaines en Araucanie correspondent à l'endroit Montez Vert, proche de Port Montt environ dans le 10.500 à. C. C'était des chasseurs-cueilleurs qui réalisaient des rites et des fêtes où le son du groupe était constamment réélaboré. Les enregistrements sonores manquent, mais on sait qu'ils avaient un large répertoire de chansons et qu'ils possédaient peut-être des instruments tels que des idiophones et des flûtes. Il est probable que les premiers chasseurs-cueilleurs aient apporté des instruments sophistiqués tels que des flûtes en os.

### Pitrén (200 - 1200 av. J-C)
La seule référence musicale attribuée à cette culture est une céramique. C'est une cruche qui représente un personnage jouant de la flûte. Elle a été trouvée dans le lac Calafquén, ce qui permet de déduire l'existence d'une flûte à partir d'ossements d'animaux à cette période.
Il existe également un certain nombre de flûtes en pierre qui peuvent être stylistiquement attribuées à cette période, à partir de la comparaison avec les céramiques Pitrén. Ce sont de petites flûtes arrondies d’aspect compact. Elles se caractérisent par un son aigu et capables d'atteindre une grande intensité sonore.

### Le Vergel (1000 av. J-C)
A cette période, on peut reconnaître des flûtes aux caractéristiques typiques d' El Vergel puisqu'on y retrouve des dessins dans le même style que celui utilisé pour décorer les céramiques caractéristiques de cette période. Il s'agit principalement de piloilos (type de flûte de Pan en pierre dont les tubes suivent un ordre apparemment aléatoire, différent pour chaque flûte) à anse basale, de forme arrondie ou rectangulaire avec des angles arrondis, mais plus stylisés et plats que ceux de la période Pitrén

### Protomapuches (1.300 av. J-C)
Leur système social comprenait des procédures d'alliances et d'équilibres à travers de grands rituels collectifs. La sonorité générale de ces rituels était probablement similaire à celle d'aujourd'hui, avec des masses instrumentales de kultrún, trutruka, ñolkin, kull kull et pifilka mais avec l'ajout d'une plus grande variété de flûtes, formant parfois de vastes cacophonies, continuellement changeantes, dont la forme générale était encadrée par le jeu du kultrún de la machi.

### L'arrivée des espagnols (1535)
Aucun des instruments introduits par les Espagnols sur le territoire mapuche n'a influencé la culture mapuche, à l'exception de la trompette militaire métallique, qu'ils commencèrent à utiliser dans les batailles comme trophée de guerre. Plus tard, d'autres influences des conquistadors ont pu être identifiées dans l'aspect musical, comme l'introduction du clairon de guerre espagnol et des grelots métalliques. Cependant, les influences européennes restent minimes.

### Dans l'actualité
Au XXe siècles et XXIe siècle de plus en plus d'ouvrages, recherches et articles sur la culture mapuche ont commencé à être publiés, notamment sur des sujets tels que la musique. De plus, des CD contenant des compilations d'œuvres sonores ont commencé à circuler.
On constate depuis les années 90 un phénomène de revalorisation de la culture mapuche, principalement de la part des communautés elles-mêmes, qui a contribué au maintien de leurs traditions musicales mais également à l'émergence de nouvelles formes de musique qui réutilisent les sonorités mapuche tout en les fusionnant avec des codes et des genres musicaux winka (blancs, occidentaux, non-mapuche en mapugungún) comme le rock, le métal, le rap ou encore le punk. Cette musique fusion répond notamment à un besoin grandissant de la jeunesse mapuche, très majoritairement urbaine, de réaffirmer une identité culturelle mapuche malgré le fait d'être éloignés des communautés traditionnelles, le plus souvent rurales.
Cette fusion peut se faire grâce à l'utilisation d'instruments traditionnels comme le kultrún ou la trutruka dans d'autres styles de musique, mais elle peut également passer par des paroles en mapudungún ou des textes engagés pour la cause mapuche (dans lesquels on retrouve une dénonciation de la violence historique et actuelle des États argentin et chilien vis-à-vis du peuple mapuche).

## Chant sacré (tayül)
Le  tayül (également orthographié tayil ou taiël) est une forme de chant cérémoniel pouvant adopter plusieurs formes et fonctions et qui est principalement exécutée lors du rituel de fertilité annuel des communautés mapuche appelé nguillatún. Il est constitué d'une expression vocale féminine, assurée au Chili par la machi et en Argentine, où la présence d'une figure possédant la même autorité et les mêmes caractéristiques que les machi chiliennes n'a pas été constatée, par les pillañ kushé, c'est-à-dire les anciennes possédant la sagesse (ou kimun) mapuche et capable de composer et transmettre les différents tayül. Ils peuvent être chantés a capella ou bien être accompagné du jeu d'un ou plusieurs kultrún.

### Tayülde cérémonie
Cette forme de tayül est celle utilisée lors des prières du matin réalisées pendant la cérémonie du nguillatun. Elle possède un texte structuré et compréhensible pour les locuteurs du mapudungún, et constitue le plus souvent un appel aux divinités mapuche afin de leur demander une année marquée par l'abondance et la fertilité, notamment pour le bétail qui représente la principale source de revenu des communautés mapuche traditionnelles.
Les tayül de cérémonie sont variés et diffèrent selon chaque communauté mapuche. On retrouve cependant parmi ceux les plus souvent réalisés le we we tayül (tayül servant à insuffler de l'énergie aux chevaux réalisant le galop rituel (awún) autour du campement), le wenu tayül (tayül du ciel), le ñamku tayül (tayül de la buse tricolore) et le nahuel tayül (tayül du jaguar). Les tayül de cérémonie sont au nombre de quatre dans la majorité des communautés, représentant ainsi la dualité présente dans la cosmogonie mapuche et assurant la bonne volonté des dieux.

### Tayülchanté pour des personnes
La tayül de personnes est généralement exécuté lors de l'une des danses rituelles du nguillatun, appelée lonkomeo (mouvement de tête) ou choikepurrún (danse de l'émeu), et est caractérisé par son absolue liberté mélodique et rythmique. Lorsqu'il est chanté pour une personne en particulier, le tayül constitue la matérialisation sonore de son këmpeñ (ou kimpeñ), qui est généralement compris comme l'énergie ou l'âme qui relie chaque mapuche aux membres, vivants et morts, de sa lignée paternelle (la société mapuche fonctionnant selon un modèle de parenté patrilinéaire). Tous les enfants descendants du même père possèdent donc théoriquement le même këmpeñ.
Le tayül, lorsqu'il est l'expression d'un këmpeñ, ne possède pas de texte intelligible, même pour les locuteurs du mapuzungún. L'une des hypothèses concernant ce caractère inintelligible du këmpeñ est que ces textes anciens ont souffert une perte de sens lors de leur transmission de génération en génération, finissant par être constitués uniquement d'onomatopées ou d'apocopes tirées du nom et prénom espagnol de la personne concernée ou bien de son cheguei (son nom originaire, attribué selon les caractéristiques de l'individu et en lien avec un élément naturel) si elle en possède un.
Lors de la danse masculine du lonkomeo, les danseurs s'avancent près du rewe (élément central de la cérémonie du nguillatun, figuré par des branches dressées en Argentine et par une échelle au Chili) par groupe de cinq. La machi au Chili ou les pillañ kushé (anciennes femmes sages) en Argentine commencent alors à entonner le tayül de chacun des danseurs à tour de rôle. Bien que la voix de la "meneuse" des chanteuses (la plus ancienne ou celle reconnue comme étant la plus sage) se détache souvent plus clairement que celle des autres, chaque chanteuse superpose sa propre version du tayül à celle des autres, créant ainsi une hétérophonie au sein du coeur.

### Kulliñ tayül(tayülpour les animaux)
Lors de la transhumance aux alpages andins les familles mapuche organisent un rituel destiné à protéger le bétail des mauvais esprits et leur assurer un bon élevage. Pour cette occasion, on asperge les animaux grâce à une poignée d'herbe trempée dans du mudai (une boisson à base de blé et de pignons) et on entonne le tayül de chaque animal selon son espèce : on recense ainsi le waka tayül (tayül de la vache), l'ufisha tayül (tayül du mouton), le kaprá tayül (tayül de la chèvre) et le kawell tayül (tayül du cheval, animal qui possède un rôle très important au sein de la société mapuche).

## Chant profane (ülkantun)
Dans l'ülkantun on reconnaît une gamme d'expressions poétiques authentiquement mapuche, où l'on observe des aspects caractéristiques et particuliers dans la composition linguistique, comme le fait de ne pas être régi par la versification métrique que l'on a l'habitude de voir dans le langage littéraire, ainsi que l'utilisation de vers réitérés. Cette forme de chant est le plus souvent assurée par les hommes dans des contextes festifs et elle sert à l'expression des émotions comme la joie, la tristesse, la nostalgie...